# Pedro de Neila Bravo
Pedro de Neila Bravo (Gallinero, 1588-Segovia, 1647) fue un noble y religioso español que llegó a ostentar la dignidad de obispo de Segovia (1645-1647).

## Biografía
Nació en la localidad soriana de Gallinero, siendo bautizado el 6 de marzo de 1588, siendo hijo de Jorge de Neila y de Isabel Bravo, ambos pertenecientes a la pequeña nobleza. Estudió en el colegio de Calatrava, dependiente de la Universidad de Salamanca, y en 1606 ingresó como religioso de la Orden de Calatrava, de la que finalmente sería nombrado caballero en 1644. En 1623 aparece en el citado colegio con una cátedra de clementinas.
En 1625 ya se encontraba en Sicilia, donde fue juez de la monarquía y abad de Santa María de Terrana, pasando después a ocupar el cargo arzobispo de Palermo, además de ser regente del Consejo de Italia y de Sancti-Spíritus. Regresó a España, donde fue nombrado en 1645 obispo de Segovia, cargo que ocupó hasta su muerte, ocurrida en Segovia el 8 de noviembre de 1647, siendo sepultado en la catedral de Segovia.
Edificó un palacio en Vinuesa, localidad de donde procedía su abuela, conocido en la actualidad como palacio de Pedro de Neila, dejando en él una importante colección de arte.
| Predecesor: Pedro de Tapia | Obispo de Segovia 1645 a 1647 | Sucesor: Francisco de Araujo y Chaves |